# Sint-Cornelius en Sint-Pauluskerk
De Sint-Cornelius en Sint-Pauluskerk (ook kortweg: Pauluskerk genaamd) was een parochiekerk in de buurt Passart, behorende tot het Heerlense stadsdeel Heerlerheide, gelegen aan de Willem Barentzweg 1.

## Geschiedenis
De buurt Passart breidde na de Tweede Wereldoorlog uit met Passart-Zuid, en in 1963 werd een eigen rectoraat gesticht. Een noodkerk werd in gebruik genomen, maar de in 1965 aangekondugde mijnsluiting had grote gevolgen voor de bouw van een definitieve kerk. De Staatsmijn Emma gaf namelijk geen subsidie meer en de Oranje-Nassaumijnen gaven slechts een bescheiden subsidie.
Het ontwerp, door Anton Swinkels, voorzag in een kerkruimte en een aantal multifunctionele ruimten. Het werd in vereenvoudigde vorm uitgevoerd en de bouw begon op de feestdag van Sint-Paulus, en Paus Paulus VI zond een stuk van een pilaar van de Sint-Paulus buiten de Murenkerk te Rome. In 1970 werd de kerk ingewijd en werd het rectoraat verheven tot parochie.
Verdere bevolkingsgroei bleef echter uit, en de ontkerkelijking deed de rest.
In 1991 werd de kerk onttrokken aan de eredienst, om in 1995 te worden verkocht, waarna sloop volgde. Op de plaats van de kerk werden appartementen voor ouderen gebouwd.

## Gebouw
De kerk was gebouwd met behulp van een betonskelet dat was opgevuld met baksteen. Schuine lijnen vielen op: Deze zaalkerk had een geknikt lessenaardak en ook de glaswand achter de altaarruimte liep schuin af.
Naast de kerkzaal waren er nog een credozaal en een dagkapel. De credozaal werd voor profane doeleinden, zoals horeca, gebruikt.